# Billy Bowlegs
Cap Billy Bowlegs o Billy Bolek (Holata Micco, Halpatter-Micco, Halbutta Micco, i Halpuda Mikko en seminola, significa "Cap Al·ligator") (ca. 1810–1859) fou líder dels seminola a Florida durant la Segona i Tercera Guerres Seminola contra esls Estats Units. Un dels últims líders seminoles en resistir, finalment fou deportat a Territori Indi (actualment Oklahoma).

## Primers anys i Guerres Seminola

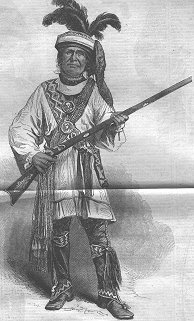
Billy Bowlegs, 1858

Bowlegs va néixer en una família de descendents de caps hereditaris Cowkeeper de la tribu seminola Oconee al poble de Cuscowilla a la sabana d'Alachua (actual Micanopy (Florida)). El nom del seu pare era Secoffee, mentre que es creu que el cap Micanopy era el seu oncle. El cognom "Bowlegs" pot ser una paraula alternativa de Bolek, un cap seminola anterior. (la història que tenia cames arquejades per la sella de muntar no està demostrada.)
Encara que Bowlegs va signar el Tractat de Payne's Landing de 1832, es va negar a sortir de Florida. Ell no estava ben situat al començament de la Segona Guerra Seminola (més o menys, des de 1835 fins a 1842). Després de la captura (sota una bandera de treva oferta pel general Thomas Jessup) i la posterior mort d'Osceola i la mort de Micanopy, enmig de la pèrdua d'altres caps prominents seminoles, Bowlegs i la seva banda de 200 guerrers es van convertir en alguns dels lluitadors més prominents que sobrevisqueren en el moment que van acabar les hostilitats el 14 agost de 1842. Per impressionar i espantar a la caps seminoles, el govern dels Estats Units van portar Bowlegs a Washington, DC per subratllar el poder dels Estats Units.
Bowlegs i la seva banda van viure en relativa pau fins a 1855, un grup d'enginyers i topògrafs de l'exèrcit va envair el seu territori al sud-oest de Florida, on talaren els bananers i destruïren altres propietats mentre destruïen fortificacions. Alguns historiadors han vist aquestes accions com una provocació intencional per fer reaccionar Bowlegs, de manera que els colons tindrien una raó per forçar la marxa dels seminoles. Si fou així, la provocació va funcionar: Bowlegs va conduir als seus guerrers en atacs esporàdics contra els colons als propers anys, en el que es coneix com la Tercera Guerra Seminola. L'exèrcit era incapaç de sotmetre la seva guerrilla.

## Rel·locació

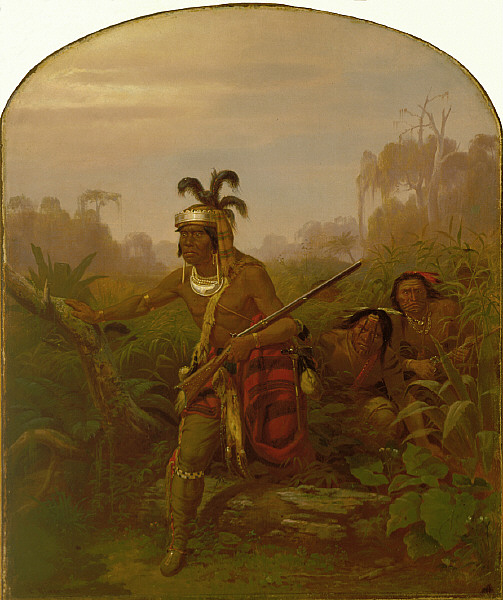
Cap Billy Bowlegs per Karl Ferdinand Wimar, 1861

A començaments de 1858 el cap Wild Cat dels seminoles occidentals Seminole va ser portat de Territori Indi per convèncer Bowlegs de traslladar-se voluntàriament. El govern dels Estats Units va oferir Bowlegs 10.000 $ i a cadascun dels seus caps 1.000 $ si ho feien. Als guerrers i no guerrers els van oferir menys. Al principi es van negar, però a finals d'any, la banda de 123 (38 guerrers i 85 dones) van acceptar la reubicació. Billy's Creek al centre de Fort Myers, Florida fou nomenat en honor de Bowlegs, ja que aquest era el lloc on es va veure obligat a rendir-se en 1858.
Al maig, Bowlegs i els seus seguidors van arribar a Nova Orleans, en el camí a Arkansas i la seva nova llar en el Territori Indi. Un periodista va descriure que el cap tenia "dues esposes, un fill, cinc filles, cinquanta esclaus, i cent mil dòlars en diners en efectiu." Després d'arribar a Territori indi, Bowlegs s'hi va convertir en cap. Ell i les seves filles es va convertir en terratinents prominents i amos d'esclaus. El seu esclavisme el va posar en la categoria de majors plantadors del Sud, els que tenen més de 20 esclaus.
Sonuk Mikko, aka Billy Bowlegs, va obtenir fama com a capità de l'Exèrcit de la Unió durant la Guerra Civil dels Estats Units. Algunes fonts històriques s'equivoquen al confondre Holato Micco i el posterior Sonuk Mikko, ambdós anomenats Billy Bowlegs.